# Alcol a lunga catena O-acido grasso aciltransferasi
La alcol a lunga catena O-acido grasso aciltransferasi è un enzima appartenente alla classe delle transferasi, che catalizza la seguente reazione:
acil-CoA + un alcol a lunga catena ⇄ CoA + un estere a lunga catena
L'enzima trasferisce residui acilici saturi o insaturi di una catena lunga C18 o C20 ad alcoli a lunga catena, formando le cere. Il migliore accettore è il cis-icos-11-en-1-olo.